# Сади Ухуру
Сади Ухуру (англ. Uhuru Gardens, Сади Свободи) — меморіальний парк в Найробі, національний пам'ятник (1966). Є підрозділом Національних музеїв Кенії.

## Історія

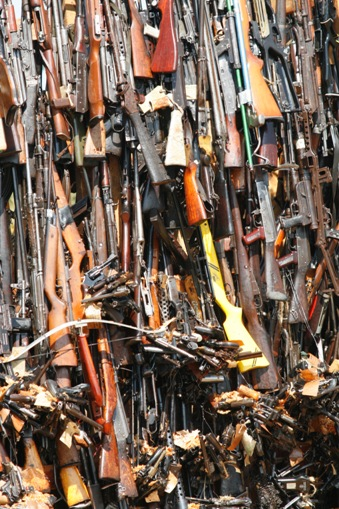
Багаття з контрабандної зброї в Садах Ухуру в 2003 році

Саме в садах Ухуру 12 грудня 1963 року вперше було піднято прапор незалежної Кенії, в зв'язку з чим їх називають місцем народження Кенії. Ухуру (суах. Uhuru) з суахілі перекладається як Свобода.
У 1966 році, в силу історичної значимості парку, Сади Ухуру були оголошені Національним Пам'ятником.
На тому місці, де був спущений Юніон Джек і піднято прапор Кенії, було посаджено дерево інжир, яке разом з двома пам'ятниками незалежності входить до трійки найбільш значимих об'єктів в парку.
Крім історичного значення, парк має і рекреативну функцію: тут популярний сімейний відпочинок, часто відзначаються весілля, проводяться концерти та інші заходи.
У 2003 році в Садах Ухуру було проведено публічне знищення більше 5 000 одиниць контрабандної зброї.
Сади Ухуру відкриті для відвідування щоденно з 8 до 18 години.

## Ппосилання
- Офіційний сайт Національних музеїв Кенії. (англ.)